# Michael C. Fox

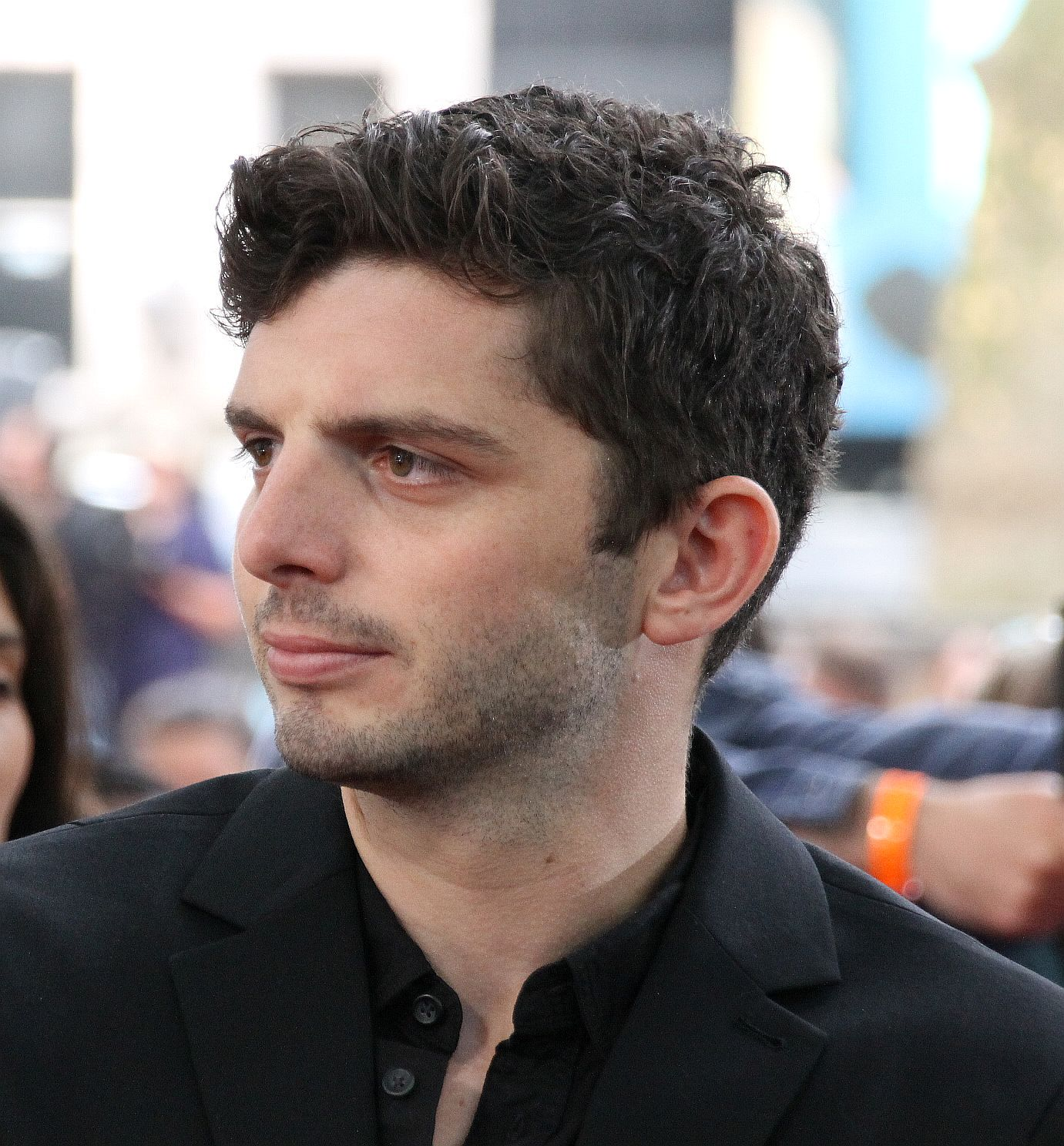
Schauspieler Michael C. Fox auf dem roten Teppich bei der Weltpremiere von Christopher Nolans Film Dunkirk in London (2017)

Michael Colin Fox (* 5. Januar 1989 in High Wycombe, Buckinghamshire) ist ein britischer Schauspieler und Musiker.

## Leben
Fox wurde in High Wycombe geboren, wo er die John Hampden Grammar School besuchte. Bereits während seiner Schulzeit trat er in Schultheaterproduktionen auf. Einer seiner Mitschüler war der britische Hockeyspieler Nick Catlin.
Nach zwei gescheiterten Aufnahmeversuchen an Schauspielschulen wollte Fox, der privat ein begeisterter Springreiter ist, zunächst der berittenen Polizei beitreten. Er konnte sich bei einem weiteren Vorsprechen schließlich durchsetzen und begann an der Royal Central School of Speech and Drama Schauspiel zu studieren. Neben der Schauspielerei ist Fox Musiker und Teil der Band Luna.
Seit 2016 ist er mit der Schauspielerin Laura Carmichael liiert, mit der er den im März 2021 geborenen Sohn Luca hat. Das Paar lebt in London.

## Karriere
Bereits im Alter von elf Jahren hatte Fox Auftritte in Fernsehserien wie The Mrs. Bradley Mysteries, Family Affairs und Little Big Mouth.
Zwanzig Monate nach dem Abschluss seiner Schauspielausbildung gewann Fox die Rolle des Hausdieners Andrew Parker in der fünften und sechsten Staffel der Fernsehserie Downton Abbey. Weitere Auftritte in Fernsehserien hatte er in Der junge Inspektor Morse, Inspector Barnaby und Down Is Up.
Im Film war Fox in Haupt- und Nebenrollen in Dunkirk, Downton Abbey, Downton Abbey II: Eine neue Ära sowie zuletzt in Born Guilty zu sehen.
Im deutschen Sprachraum wird Fox unter anderem von Marios Gavrilis und Ricardo Richter synchronisiert.

## Nominierungen
Im Jahr 2017 wurde er zusammen mit dem Ensemble von Downton Abbey in der Kategorie „Outstanding Performance by an Ensemble in a Drama Series“ (dt. Herausragende Leistung eines Ensembles in einer Dramaserie) für den Screen Actors Guild Award nominiert.

## Filmografie (Auswahl)

### Film
- 2013: Bonver (Kurzfilm)
- 2014: Good People
- 2014: Marvellous (Fernsehfilm)
- 2015: The Ark (auch: Noah’s Ark; Fernsehfilm)
- 2017: Dunkirk
- 2018: Suppression Of A Lily (Kurzfilm)
- 2019: The Beach House (Kurzfilm)
- 2019: Downton Abbey
- 2021: Magpie (Kurzfilm)
- 2022: Downton Abbey II: Eine neue Ära
- 2022: Born Guilty (auch: Prisoners of Freedom)
- 2025: The World Will Tremble

### Fernsehen
- 2000: The Mrs. Bradley Mysteries
- 2001: Family Affairs
- 2001: Little Big Mouth
- 2014: New Worlds – Aufbruch nach Amerika (New Worlds; Miniserie)
- 2014–2015: Downton Abbey
- 2017: Der junge Inspektor Morse
- 2018: Inspector Barnaby
- 2019: 1944: Should We Bomb Auschwitz? (Dokumentation)
- 2022: Down Is Up

### Videospiele
- 2019: Blood & Truth
- 2020: South of the Circle